# GZ Velorum
GZ Velorum eller HD 89682, är en ensam stjärna belägen i den södra delen av stjärnbilden Seglet. Den har en skenbar magnitud av ca 4,58 och är svagt synlig för blotta ögat där ljusföroreningar ej förekommer. Baserat på parallax enligt Gaia Data Release 2 på ca 2,43 mas, beräknas den befinna sig på ett avstånd på ca 1 300 ljusår (410 parsek) från solen. Den rör sig bort från solen med en heliocentrisk radialhastighet på ca 13 km/s.

## Egenskaper
GZ Velorum är en orange till gul ljusstark jättestjärna av spektralklass K2.5 II. Den har en massa som är ca 9 solmassor, en radie på ca 136 solradier och utsänder från dess fotosfär energi motsvarande ca 2 700 gånger solen vid en effektiv temperatur av ca 4 000 K. Annan källa anger att stjärnan utstrålar 9 241 gånger solens ljusstyrka från dess fotosfär vid en effektiv temperatur på 4 140 K. 

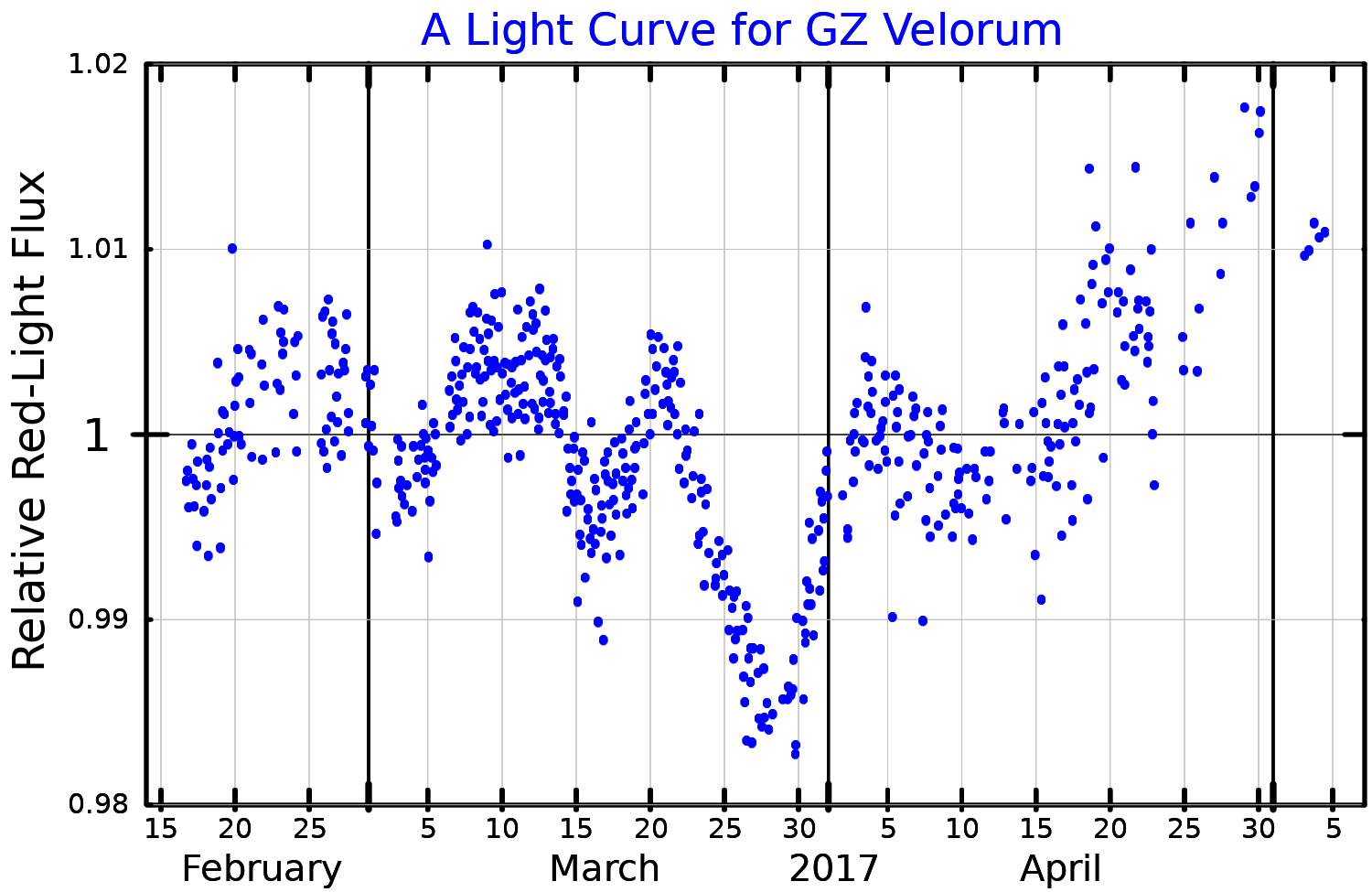
Ljuskurva i röda bandet för GZ Velorum, anpassad från Kallinger (2019)

GZ Velorum är en långsam irreguljär variabel med en frekvens av 0,16585 cykler per dygn. I röda bandet varierar stjärnans magnitud från 3,43 ner till 3,81.  Den uppmätta vinkeldiametern för stjärnan, efter korrigering för randfördunkling, är 3,17 ± 0,04 mas. På det uppskattade avståndet till GZ Velorum ger detta en fysisk storlek på cirka 140 gånger solens radie.